# Mapa conceptual

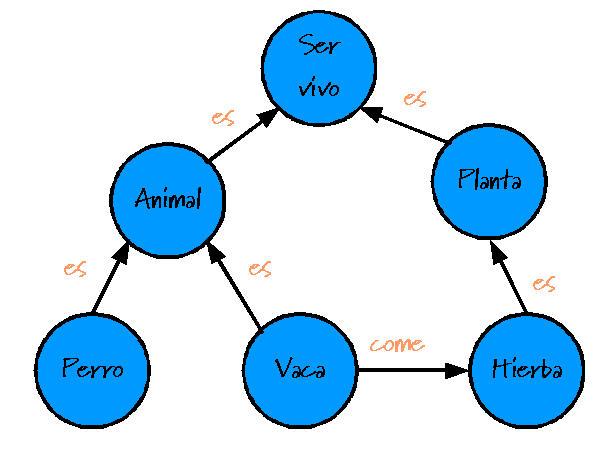
Exemple d'un mapa conceptual.

Mapa conceptual és una tècnica usada per a la representació gràfica del coneixement proposicional amb nodes i enllaços entre aquests. Com es veu, un mapa conceptual és una xarxa de conceptes. A la xarxa, els nodes representen els conceptes, i els enllaços les relacions entre els conceptes.

## Aprenentatge significatiu
Els mapes conceptuals van ser desenvolupats en la dècada de 1960 per Joseph D. Novak, professor emèrit a la Universitat Cornell, basant-se en les teories de David Ausubel de l'aprenentatge significatiu. Segons Ausubel "el factor més important en l'aprenentatge és el que el subjecte ja coneix". Per tant, l'aprenentatge significatiu ocorre quan una persona conscient i explícitament vincula aquests nous conceptes a altres que ja posseeix. Quan es produeix aquest aprenentatge significatiu, es produeix una sèrie de canvis en la nostra estructura cognitiva, modificant els conceptes existents, i formant nous enllaços entre ells. Això és perquè aquest aprenentatge dura més i és millor que la simple memorització: els nous conceptes triguen més temps a ser oblidats, i s'apliquen més fàcilment en la resolució de problemes.
Segons Novak, els nous conceptes són adquirits per descobriment, que és la manera com els nens adquireixen els seus primers conceptes i llenguatge, o per aprenentatge receptiu, que és la manera com aprenen els nens a l'escola i els adults. El problema de la major part de l'aprenentatge receptiu a les escoles, és que els estudiants memoritzen definicions de conceptes, o algoritmes per resoldre els seus problemes, però fallen a adquirir el significat dels conceptes en les definicions o fórmules.

## Aprenentatge actiu
Quan es realitza un mapa conceptual, s'obliga a l'estudiant a relacionar-se, a jugar amb els conceptes, a què es xopi amb el contingut. No és una simple memorització, s'ha de prestar atenció a la relació entre els conceptes. És un procés actiu.

## Passos per construir un mapa conceptual
1. Seleccionar
2. Agrupar
3. Ordenar
4. Representar
5. Connectar
6. Comprovar
7. Reflexionar

### Seleccionar
Després de llegir un text, o seleccionant un tema concret, triar els conceptes que s'inclouran al mapa i fer una llista amb ells. Mai no es poden repetir conceptes més d'una vegada en una mateixa representació.

### Agrupar
Agrupar els conceptes que percebem amb una relació propera. A mesura que agrupem, hi haurà conceptes que puguem ficar en dos grups alhora. D'aquesta manera apareixen els conceptes més genèrics.

### Ordenar
Ordenar els conceptes del més abstracte i general, al més concret i específic.

### Representar
Representar i situar els conceptes al diagrama.

### Connectar
Aquesta és la fase més important: a l'hora de connectar i relacionar els diferents conceptes, es comprova si es comprèn correctament una matèria. Connectar els conceptes mitjançant enllaços. Un enllaç defineix la relació entre dos conceptes, i aquest ha de crear una oració correcta. La direcció de la fletxa ens diu com es forma l'oració.

### Comprovar
Comprovar el mapa: veure si és correcte o incorrecte. En cas que sigui incorrecte corregir afegint, llevant, canviant de posició els conceptes.

### Reflexionar
Reflexionar sobre el mapa, i veure si es poden unir diferents seccions. És ara quan es poden veure relacions abans no vistes, i aportar nou coneixement sobre la matèria estudiada. En l'exemple de la imatge, ens adonem com els animals i les plantes estan relacionats, ja que la vaca menja plantes. Podem afegir nous conceptes com ara hàbits alimentaris...